# Armoured Carrier Wheeled Indian Pattern
L'Armoured Carrier Wheeled Indian Pattern o ACW-IP era un veicolo corazzato prodotto in India durante la seconda guerra mondiale.

## Storia
Con lo scoppio del secondo conflitto mondiale l'industria della Gran Bretagna non riusciva fare fronte alla richiesta di veicoli corazzati proveniente dai paesi del Commonwealth. Fu così giocoforza realizzare nelle diverse nazioni questi veicoli. Ad essere sviluppate furono principalmente delle autoblindo, molto spesso utilizzando componenti importati, in quanto non sempre era disponibile la tecnologia e la capacità produttiva necessaria alla realizzazione dei carri armati. La Armoured Carrier, Wheeled, Indian Pattern fu uno di questi veicoli realizzati all'esterno del Regno Unito.
Venne sviluppata in India e la prima versione, Mk. I, era basata sul telaio del Ford model 1940. Le versioni successive continuarono ad utilizzare i telai degli autocarri Canadian Military Pattern della Ford importati dal Canada. Lo scafo corazzato era realizzato in India dalle officine delle Indian Railways. La produzione cominciò nel 1940 e continuò fino al 1944.
Venne impiegato dalle unità indiane in Estremo Oriente, Nordafrica, Medio Oriente e Italia principalmente per la ricognizione e come veicolo da collegamento.

## Versioni
- MK. I: Versione che realizzata a partire dal telaio dell'autocarro Ford model 1940 a cui era stato aggiunto il kit che lo trasformava in 4×4 prodotto dalla Marmon-Herrington
- Mk. II: Versione realizzata su telaio Ford CO11QRF a motore posteriore, 4×4 e con guida a destra 
  - Mk. IIA: Versione con scafo corazzato modificato
  - MK. IIB: Versione con corazzatura incrementata
  - Mk. IIC: Scafo completamente corazzato e dotata di una piccola torretta armata con una mitragliatrice Bren da 7,7 mm. Realizzata su telaio Ford C191QRF
- Mk. III: Versione simile alla Mk. IIB ma con scafo completamente chiuso e dotata di una piccola torretta a cielo aperto e armata con una mitragliatrice Bren
- Mk. IV: Versione simile alla Mk. IIB ma con scafo a cielo aperto su telaio Ford C291QR